# Bečaj
Bečaj je priimek v Sloveniji, ki ga je po podatkih Statističnega urada Republike Slovenije na dan 1. januarja 2010 uporabljalo 163 oseb in je med vsemi priimki po pogostosti uporabe uvrščen na 2.728. mesto.

## Znani nosilci priimka
- Janez Bečaj (1943 - 2012), socialni psiholog, prof. FF UL
- Vili Bečaj (*1967), nogometaš